# Absalom

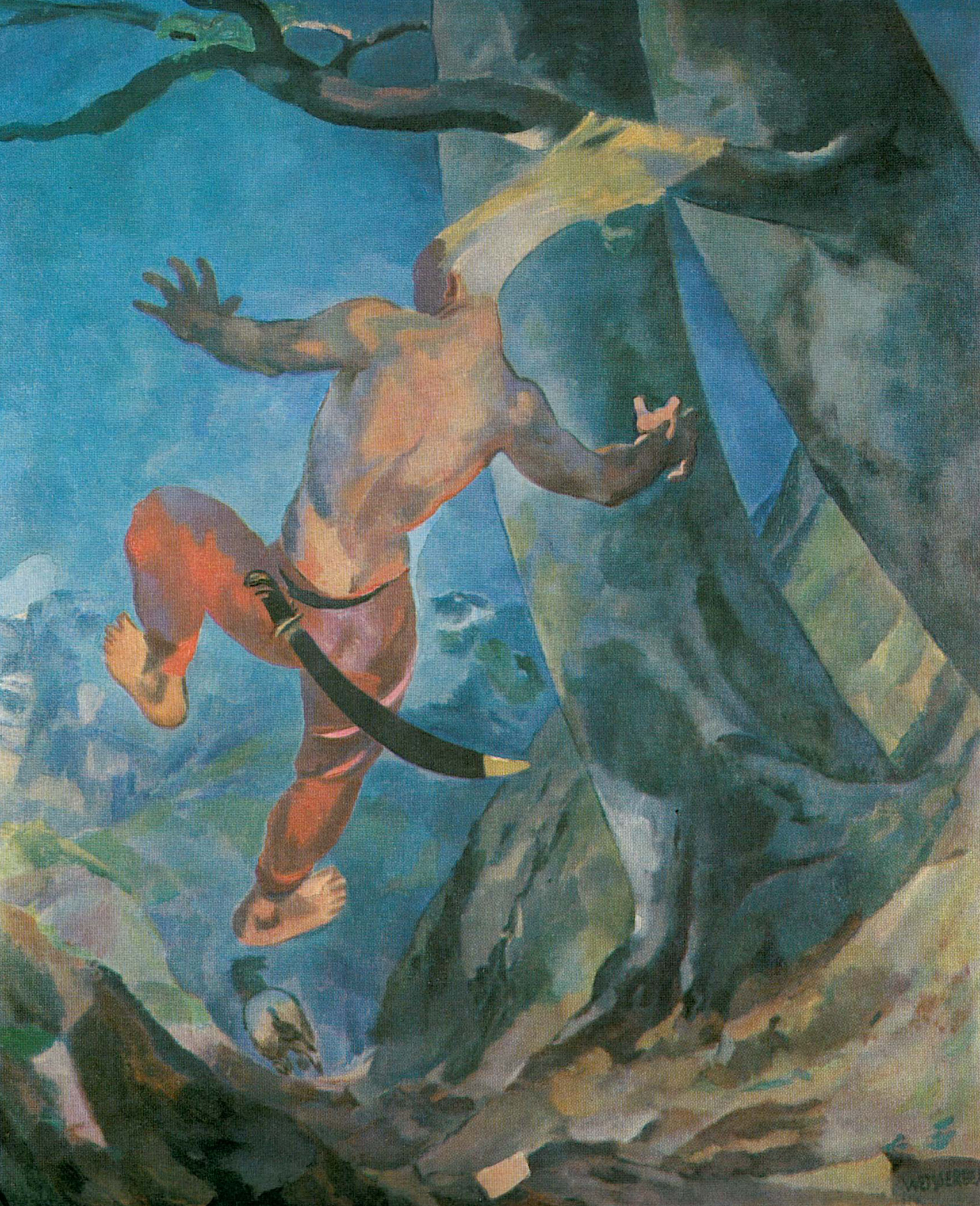
Absaloms dood, door Albert Weisgerber

Absalom of Avshalom (Hebreeuws אבשלום, Avšalom, "vader van de vrede") was volgens de Hebreeuwse Bijbel de derde zoon van koning David van het Verenigd Koninkrijk Israël. Hij werd geacht de knapste man in het koninkrijk te zijn.
Nadat Absalom zijn broer Amnon vermoordde toen deze hun (half)zus Tamar had verkracht, werd hij enige tijd verbannen door zijn vader David. Later mocht hij terugkomen naar Jeruzalem.
Omdat Absalom koning wilde worden, palmde hij Davids onderdanen op listige wijze voor hem in en leidde hij een "wijdvertakte samenzwering", waarbij ook Davids raadsman Achitofel de kant van Absalom koos (2 Samuel 15:1-12). David moest hierdoor vluchten uit Jeruzalem (2 Samuel 15:13-16:4). Volgens de traditie schreef David tijdens deze vlucht Psalm 3.
Uiteindelijk kwam het tot een veldslag tussen de legers van David en Absalom (2 Samuel 17:24-18:8). Toen Absalom tijdens die slag op zijn muilezel reed, oog in oog kwam met Davids soldaten en vluchtte, raakte hij met zijn haren in de takken van een terebint verstrikt. Nadat een soldaat van David Absalom had zien hangen en dit vertelde aan Davids legeraanvoerder Joab, stak deze met drie stokken in de borst van Absalom. Hierna bleven tien wapendragers van Joab Absalom net zo lang slaan totdat hij dood was. Daarna maakten ze hem los, gooiden hem in een gat en bedekten dit graf met stenen (2 Samuel 18:9-18).